# فيليكس أرماندو نونيز
فيليكس أرماندو نونيز (بالإسبانية: Félix Armando Núñez)‏ هو كاتب وشاعر فنزويلي، ولد في 28 نوفمبر 1897، وتوفي في 16 مايو 1972 في سانتياغو في تشيلي.